# The Apers
The Apers is een Rotterdamse punkband opgericht in 1996, die punkrock maakt in de stijl van de Ramones en The Queers.

## Bandleden
- Kevin Aper - zang, basgitaar
- Ivo Backbreaker - drums
- Kasper Keen - gitaar
- Mikey Bat Bite - gitaar

#### Voormalige leden
- Jerry Hormone - gitaar, achtergrondzang (2000-2005)
- Marien Nicotine - gitaar, achtergrondzang (1996-2007)
- Kelvin Centerfold - gitaar
- Max Power - gitaar

Kevin Aper zingt naast The Apers in thrashmetal band Insanity Alert.
Ivo Backbreaker drumt naast The Apers met ex-The Apers Marien Nicotine en Jerry Hormone en ex-Accelerators Sander Wire in The Windowsill.

## Discografie

### Albums
- The Apers (2001)
- The Buzz Electric (2003)
- The Wild & Savage Apers (2004; verzamelalbum)
- Skies Are Turning Blue (2005)
- Reanimate My Heart (2007)
- You Are Only As Strong As The Table You Dance On (2009)
- Confetti On The Floor (2014)

### Ep's
- Teenage Drama Every Kid Will Understand (2000)
- Faster, It's Alright (2000)
- Beating Up Schoolgirls (2000; splitalbum met Travoltas)

Naast deze albums en ep's werd in 2006, om het 10-jarig bestaan van de band te vieren, de cd "Do the Aper!" uitgebracht. Veertien bands uit de Benelux (o.a. Face Tomorrow, de Heideroosjes en Peter Pan Speedrock) coveren hierop nummers van The Apers.
Tegelijkertijd werd ook het album "The Punkrock Dont Stop" uitgebracht. In tegenstelling tot Do The Aper!, waar alleen bands uit de Benelux op staan, staan er op dit album bands uit de rest van Europa en Amerika. Op dit album spelen de bands, net als op Do The Aper!, nummers van The Apers.
Later, in 2009, zouden The Apers een liedje van de Heideroosjes coveren ("Scapegoat revolution") op het dubbelabum Ode & tribute.